# Carl Mauritz Lilliehöök
Carl Mauritz Lilliehöök af Fårdala, född i november 1691, död 23 juli 1760 i Lilla Malma församling, var en svensk militär och psalmförfattare. Finns representerad i Sions Nya Sånger 7:e upplagan tryckt 1870, troligen med två psalmer.

## Biografi
Carl Mauritz Lilliehöök af Fårdala föddes 1691. Han var son till krigsrådet Mårten Lilliehöök af Fårdala och Brita Margareta Lode. Lilliehöök blev 20 oktober 1724 löjtnant vid amiralitetet och tog avsked 25 augusti 1727. Han avled 1760 på Fräkentorp i Lilla Malma socken.

### Egendom
Lilliehöök ägde Fräkentorp i Lilla Malma socken.

### Familj
Lilliehöök gifte sig 12 augusti 1724 på Sundbytorp i Dunkers socken med Johanna Lovisa Brandt (död 1735), dotter till översten Henrik Johan von Brandt och friherrinnan Maria Christina Örneklou. De fick tillsammans barnen Johan Lilliehöök, Brita Margareta Lilliehöök (1729–1777) som var gift med kaptenen Adam Jakob von Schoting och Carl Ludig Lilliehöök (1733–1751).

## Psalmer
- Ett barn är oss fött och en son är oss given nummer 58 i Sions Sånger 1810.
- Uppgången af höjden har nu osz besökt nummer 93 i Sions Nya Sånger 7:e upplagan tryckt 1870 under rubriken "Julsång".